# Invasione di Saint Vincent
L'invasione di Saint Vincent si svolse tra il 16 e il 18 giugno 1779 nell'ambito dei più vasti eventi della guerra anglo-francese: una forza di spedizione francese guidata dall'ammiraglio Charles Henri d'Estaing e dal generale Charles Marie de Trolong du Rumain prese terra sulla piccola isola caraibica di Saint Vincent, all'epoca una colonia britannica, favorita anche dall'appoggio della locale popolazione dei Caribi neri guidata dal capo Joseph Chatoyer; la guarnigione britannica del governatore Valentine Morris non riuscì a organizzare una resistenza coordinata e fu ben presto costretta a capitolare.

## Antefatti
Dopo l'entrata in guerra della Francia nel 1778 come alleata dei ribelli americani impegnati nella guerra d'indipendenza americana contro la Gran Bretagna, l'ammiraglio Charles Henri d'Estaing giunse nelle Indie occidentali nel dicembre 1778 al comando di una flotta forte di 12 vascelli da guerra e svariate altre unità minori; allo stesso tempo anche la squadra navale dell'ammiraglio William Hotham giunse nelle acque americane, andando a rinforzare la flotta della Leeward Islands Station dell'ammiraglio Samuel Barrington lì stanziata. Le forze britanniche catturarono quindi la colonia francese di Saint Lucia nonostante un tentativo di d'Estaing di portare soccorso alla guarnigione, e impiegarono l'isola come punto d'osservazione sulle attività francesi alla Martinica, loro base principale.
La flotta britannica fu ulteriormente rinforzata dall'arrivo nel gennaio 1779 dei dieci vascelli dell'ammiraglio John Byron, che assunse la direzione della Leeward Islands Station. Nel corso della prima metà del 1779 entrambi i contendenti ricevettero ulteriori rinforzi, fino a che i francesi furono in grado di guadagnare una leggera superiorità numerica sui britannici; inoltre, Byron lasciò Saint Lucia il 6 giugno per fornire una scorta al convoglio di mercantili britannici in ammassamento a Saint Kitts e in vista di salpare per l'Europa, lasciando così d'Estaing libero di agire: l'ammiraglio francese progettò quindi una serie di operazioni contro i possedimenti britannici nella zona, scegliendo come suo primo obiettivo l'isola di Saint Vincent, posta poco a sud di Saint Lucia.
La situazione politica di Saint Vincent era alquanto tesa. L'isola era divisa praticamente in due parti, controllate rispettivamente dai coloni bianchi (principalmente di origine britannica) e dalla locale popolazione dei Caribi neri (nata dalla fusione degli originari Caribe con gli schiavi neri deportati dall'Africa); la linea di divisione tra i due territori correva dal nord-ovest fino al sud-est dell'isola, con i bianchi a sud e i Caribi a nord, ed era stata tracciata in un trattato del 1773 conclusivo della precedente prima guerra caribe tra le due comunità. Nessuna delle due parti era soddisfatta di questo accordo, e il rispetto dei termini del trattato era motivo di continue frizioni; unico caso nei possedimenti caraibici della Gran Bretagna, le forze britanniche avevano dovuto stabilire una linea di avamposti nell'interno dell'isola per proteggere le zone popolate dai coloni.
Il governo coloniale di Saint Vincent e le sue difese militari si trovavano in un certo disordine. Il governatore Valentine Morris aveva assunto l'incarico nel 1776 quando all'isola era stato dato per la prima volta un governo autonomo, e aveva riferito che Saint Vincent era fondamentalmente sprovvista di difese. In aggiunta alla difficile situazione con i Caribi, la popolazione bianca era inoltre simpatizzante con la causa indipendentista dei coloniali americani: l'invasione di Dominica da parte dei francesi nel settembre 1778 aveva imposto la questione costituzionale della proclamazione della legge marziale nell'isola, ma l'assemblea dei coloni aveva rifiutato di approvare lo stanziamento di finanziamenti per migliorare le difese di Saint Vincent e il governatore Morris aveva di conseguenza dovuto ricorrere alle sue fortune personali, causando le difficoltà finanziarie cui sarebbe andato poi incontro.
L'unica presenza militare britannica sull'isola era la guarnigione di circa 450 soldati del Royal American Regiment al comando del tenente colonnello George Etherington, in maggioranza reclute poco addestrate e per circa la metà afflitte da problemi che le rendevano inabili al servizio attivo; inoltre Etherington, invece che aumentare l'addestramento e la preparazione delle truppe o anche solo rinforzare la catena di avamposti, impiegò un numero significativo di uomini per bonificare il terreno della sua tenuta personale sul lato nord-ovest dell'isola: la tenuta di Etherington, ottenuta per i suoi servigi nella precedente guerra dei sette anni ma in circostanze che i Caribi ritenevano illegali, si trovava nella zona riservata ai Caribi ed era una grosse fonte di attriti con questi. Il generale François Claude de Bouillé, governatore della Martinica e comandante delle forze francesi nella regione, aveva approfittato della situazione a Saint Vincent stabilendo contatti con i Caribi e rifornendoli di armi; nel tardo agosto 1778 ufficiali francesi si incontrarono con il leader dei Caribi Joseph Chatoyer, e all'inizio di settembre il governatore Morris aveva potuto constatare, durante un viaggio di ispezione della regione di confine, che i locali potevano disporre di moderni moschetti francesi

## L'invasione

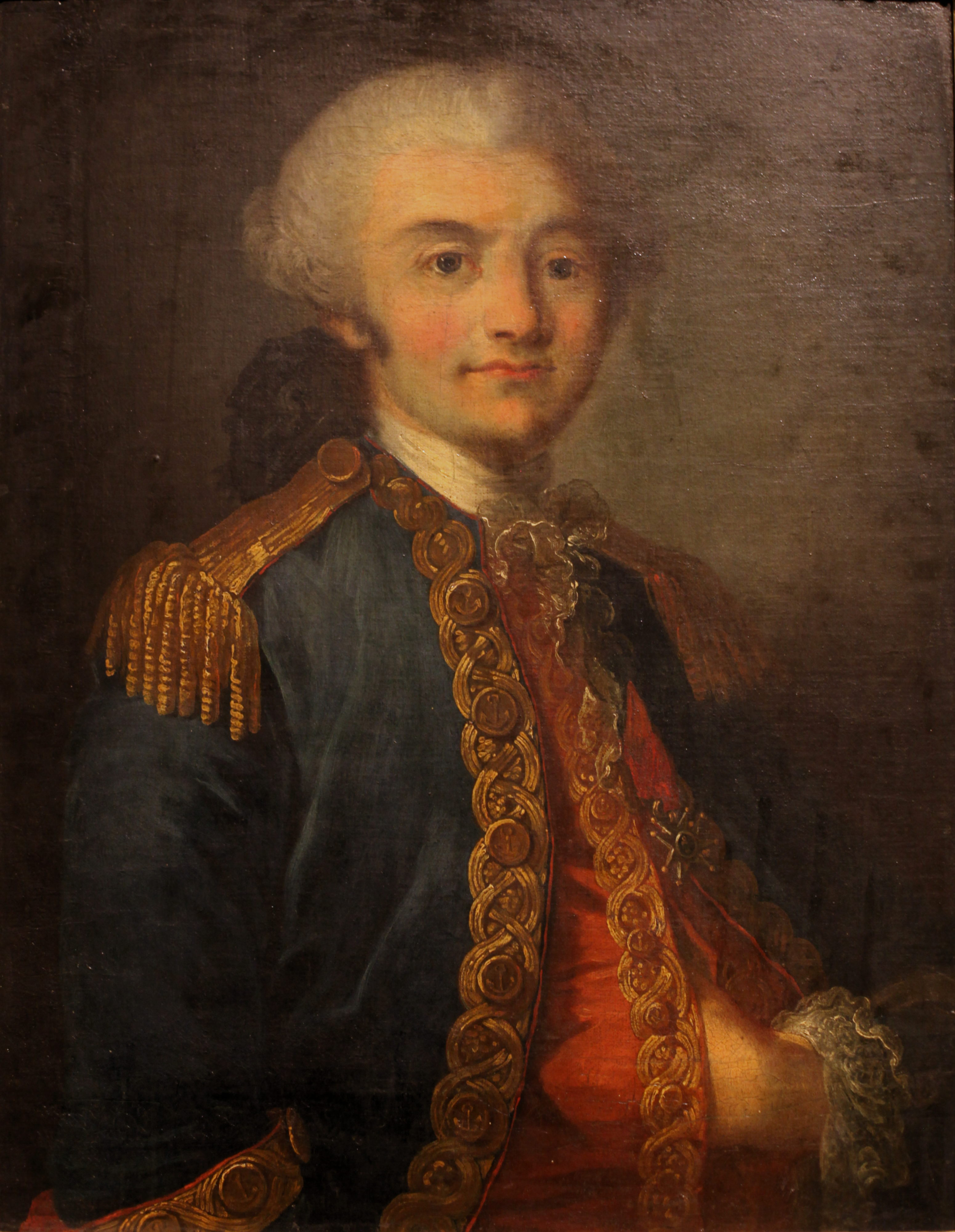
Un ritratto del comandante delle forze francesi, il capitano Charles Marie de Trolong du Rumain

D'Estaing radunò una forza di spedizione composta da 300 a 500 uomini, inclusi regolari francesi dei reggimenti Champagne, Viennois e Martinique e circa 200 volontari della milizia della Martinica; la forza di spedizione fu messa agli ordini del tenente di vascello Charles Marie de Trolong du Rumain, che si era messo recentemente in luce durante la presa di Saint Martin ai britannici nel marzo 1779. La forza francese fu imbarcata sulla fregata Lively, sulle corvette Lys e Balleastre e su due sloop. Du Rumain salpò dalla Martinica il 9 giugno, e raggiunse le acque di Saint Vincent il 16 giugno seguente; qui uno degli sloop fece naufragio su un bassofondo, e tra gli occupanti si contarono 82 morti.
Due navi gettarono l'ancora nella Young's Bay, vicino Calliaqua, mentre la terza si posizionava davanti Kingstown. Le navi non alzavano alcuna bandiera che potesse identificarle come appartenenti a una certa nazione, lasciando la popolazione nell'incertezza su quali fossero le loro intenzioni: piantatori locali che pensavano di trovarsi davanti a mercanti interessati ad acquistare il raccolto di canna da zucchero impedirono a una sentinella di una delle fortificazioni costiere di sparare un colpo d'avvertimento, mentre un uomo inviato a bordo delle navi fu fatto prigioniero. Non appena i soldati francesi iniziarono a scendere a terra, una compagnia sotto il comando del capitano Percin de la Roque fu sbarcata sulla costa orientale per mobilitare i Caribi: questi ultimi misero in campo circa 800 irregolari in armi, che rapidamente sopraffecero gli insediamenti britannici lungo la linea di confine, mentre du Rumain conduceva il corpo centrale delle forze francesi alla volta di Kingstown.
L'allarme fu quindi lanciato, e il governatore Morris fece quanto possibile per organizzare una resistenza contro i francesi sulle colline attorno Kingstown, nella speranza che la Royal Navy potesse arrivare con i rinforzi; il tenente colonnello Etherington mostrò invece opposizione a questo piano, soprattutto quando divenne evidente la dimensione delle forze messe in campo dai Caribi, e una delegazione sotto bandiera bianca fu inviata incontro ai francesi. Du Rumain chiese una resa incondizionata, che Morris rifiutò; durante le trattative furono avvistate tre navi battenti bandiera britannica che si avvicinavano all'isola, costringendo du Romain a rientrare rapidamente a bordo delle sue unità: si scoprì che le navi erano delle unità di rifornimento, due delle quali furono catturate dai francesi mentre la terza riuscì a scappare. Dopo altri negoziati si giunse infine a stipulare dei termini di resa più favorevoli per i britannici, simili a quelli concessi a Dominica all'epoca della sua occupazione nel 1778

## Conseguenze
Dopo il successo conseguito da du Rumain a Saint Vincent, d'Estaing fece salpare la sua flotta alla volta di Barbados alla fine di giugno, ma non fu in grado di ottenere alcun successo a causa dei forti venti contrari; l'ammiraglio fece quindi rotta per Grenada, che fu catturata il 5 luglio. L'ammiraglio Byron era stato messo al corrente della caduta di Saint Vincent il 1º luglio, e stava assemblando una forza per riconquistare l'isola quando ricevette la notizia della caduta di Grenada; egli fece immediatamente vela per Grenada, dove il 6 luglio affrontò le navi di d'Estaing in un confuso scontro al termine del quale i britannici si ritirarono sconfitti.
L'ammiraglio britannico George Brydges Rodney compì un tentativo di riconquistare Saint Vincent nel dicembre 1780: arrivato nei Caraibi dopo una delle più sconvolgenti stagioni degli uragani mai vista, Rodney ricevette notizie circa il fatto che le difese di Saint Vincent erano uscite semidistrutte dal grande uragano del 10-16 ottobre che aveva squassato le Indie occidentali, e salpò quindi alla volta dell'isola con dieci vascelli e un contingente di 250 soldati al comando del generale John Vaughan. Tuttavia, sebbene Saint Vincent avesse subito danni significativi (la maggior parte delle costruzioni di Kingstown era stata rasa al suolo), le fortificazioni dell'isola era ancora in buone condizioni ed erano difese da 1 000 soldati tra francesi e Caribi: le truppe di Vaughan furono portare a terra, ma davanti alla resistenza del nemico furono reimbarcate dopo appena un giorno. Saint Vincent rimase in mani francesi fino alla conclusione delle ostilità nel 1783, quando fu restituita alla Gran Bretagna per effetto del trattato di Parigi.
Il tenente colonnello Etherington fu sottoposto al giudizio di una corte marziale britannica a Santa Lucia nel 1781 a proposito della sua condotta a Saint Vincent, e fu esonerato dal comando. Il governatore Morris, residente da lungo tempo sull'isola, chiese espressamente che fosse convocata una commissione d'inchiesta per esaminare il suo operato che sosteneva fosse stato mal rappresentato dalla stampa britannica, ottenendo una piena assoluzione; Morris non tornò mai nell'isola, morendo in Inghilterra nel 1789 dopo aver trascorso sette anni in prigione a causa dei forti debiti, in parte contratti anche per difendere Saint Vincent.
Durante il periodo dell'occupazione francese i Caribi neri saccheggiarono sistematicamente gli insediamenti dei coloni, al punto che le truppe francesi dovettero intervenire per prevenire ulteriori spargimenti di sangue. Dopo il ripristino della dominazione britannica, un'esile tregua rimase in vigore fino al 1790, quando i caribi si ribellarono ancora dando vita alla seconda guerra caribe al termine della quale furono sconfitti; la maggior parte dei Caribi neri fu deportata dai britannici sull'isola di Roatán, al largo della costa dell'odierno Honduras, dove i loro discendenti si unirono al popolo dei Garifuna.